# Lapidarium w Katowicach
Lapidarium w Katowicach – lapidarium wchodzące w skład zabytkowego kompleksu kościoła św. Michała Archanioła, położone w parku im. Tadeusza Kościuszki w Katowicach, w dzielnicy Brynów część wschodnia-Osiedle Zgrzebnioka. Prezentowane są tutaj okazy kamieni naturalnych oraz kamienne nagrobki, rzeźby i pomniki. Jest ono pod opieką Muzeum Historii Katowic.
Obiekty prezentowane w lapidarium gromadzono przez kilka lat, a gdy zbiór stał się historycznie spójny pojawiła się inicjatywa przygotowania zewnętrznej ekspozycji. Uroczyste otwarcie i poświęcenie katowickiego lapidarium odbyło się 29 kwietnia 2009 roku.

## Obiekty lapidarium
| Lp. | Charakterystyka | Zdjęcie | Źr.         |
| --- | --- | ------- | ----------- |
| 1   | Graniczny kamień górniczy z rejonu Górnego Śląska, wykonany z piaskowca |         | [ 3 ]       |
| 2   | Kamień drogowy odnaleziony w 2003 roku w rejonie ulicy Granicznej w Katowicach, wykonany z granitu |         | [ 3 ]       |
| 3   | Pierwsza płyta ze zbiorowego grobu powstańców śląskich z cmentarza w Janowie, odnaleziona w 2008 roku w Mysłowicach                                                                                                |         | [ 3 ]       |
| 4   | Nagrobek głównego księgowego Carla Peschela, odnaleziony w 2008 roku w Józefowcu, pochodzący najprawdopodobniej z katowickiego cmentarza ewangelickiego przy ulicy K. Damrota zlikwidowanego w latach 50. XX wieku |         | [ 1 ] [ 3 ] |
| 5   | Nagrobek Szczepana Gaidy, kmiecia z Dębu, przeniesiony z cmentarza przy ulicy Brackiej w Katowicach |         | [ 3 ]       |